# Hydriastele cyclopensis
Hydriastele cyclopensis är en enhjärtbladig växtart som först beskrevs av Frederick Burt Essig och B.E. Young, och fick sitt nu gällande namn av William John Baker och Adrian H.B. Loo. Hydriastele cyclopensis ingår i släktet Hydriastele och familjen Arecaceae. Inga underarter finns listade i Catalogue of Life.